# F l o w e r
《f l o w e r》는 이루마의 싱글 음반이다. 2015년에 발표했던 9집 정규 음반 《Piano》 이후 2년 만에 발매되었다.

## 수록곡
전체 작곡: 이루마
| #  | 제목                | 재생 시간 |
| -- | ------------------- | --------- |
| 1. | 〈"f l o w e r"〉   | 3:53      |
| 2. | 〈"Serenade in E"〉 | 5:10      |

## 곡 정보[1]

### f l o w e r
이루마는 어떠한 생명체든 또는 사물이든 기억을 되살려주는 것들 중에 바로 눈앞에 보이는 것을 주제 삼아 곡을 쓰게 되는데 이번엔 그것이 꽃이었다. 때가 되면 꽃이 피듯이 그도 때가 되면 음악을 쓰고 싶고, 자신의 음악을 기억해 줄 많은 이들에게 이 곡을 바치고 싶다고 밝혔다.

### Serenade in E
이루마의 8집 정규앨범 《Blind Film》에 수록되었던 "Serenade in D flat"의 연장선이라고 할 수 있다. "Serenade in D flat"이 늘 머릿속에 남아있었던 그는 Serenade 시리즈를 계속 만들고 싶어했다. 잠 못 들던 어느 날 밤 익숙한 음들을 건드리고 있었는데 그 느낌이 마음에 들어 작곡했다고 밝혔다.